# 维维耶斯
维维耶斯（法語：Viviès，法語發音：[vivjɛs]）是法国阿列日省的一个市镇，属于帕米耶区。

## 地理
维维耶斯（43°3'49"N, 1°46'58"E）面积4.4 平方千米，位于法国奧克西塔尼大區阿列日省，该省份为法国西南部内陆省份，西部和北部与上加龙省接壤，东临奥德省，东南至东比利牛斯省接壤，南与安道尔和西班牙接壤。
与维维耶斯接壤的市镇（或旧市镇、城区）包括：丹村、里约克罗斯、图尔特罗勒、维拉。

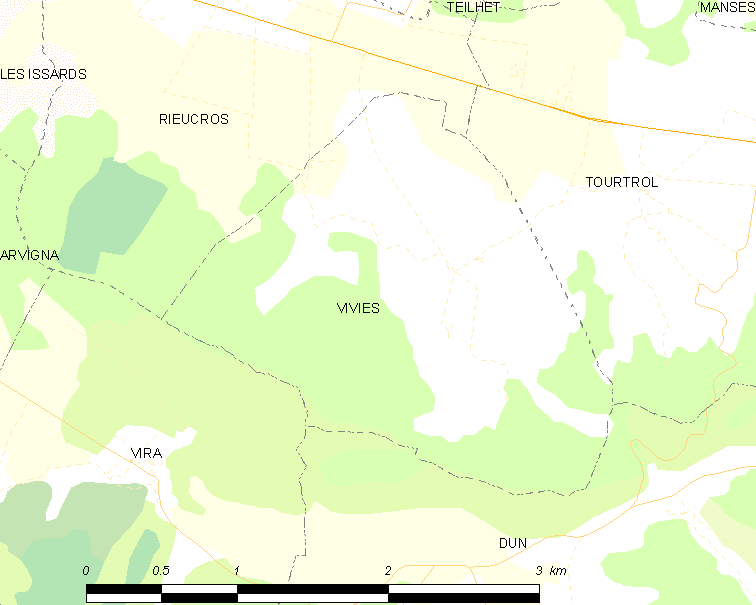
维维耶斯的OSM定位图

维维耶斯的时区为UTC+01:00、UTC+02:00（夏令时）。

## 行政
维维耶斯的邮政编码为09500，INSEE市镇编码为09341。

## 政治
维维耶斯所属的省级选区为米尔普瓦县。

## 人口

1962-2008年间维维耶斯人口变化图示

维维耶斯于2022年1月1日时的人口数量为156人。